# Zoraida di Granata

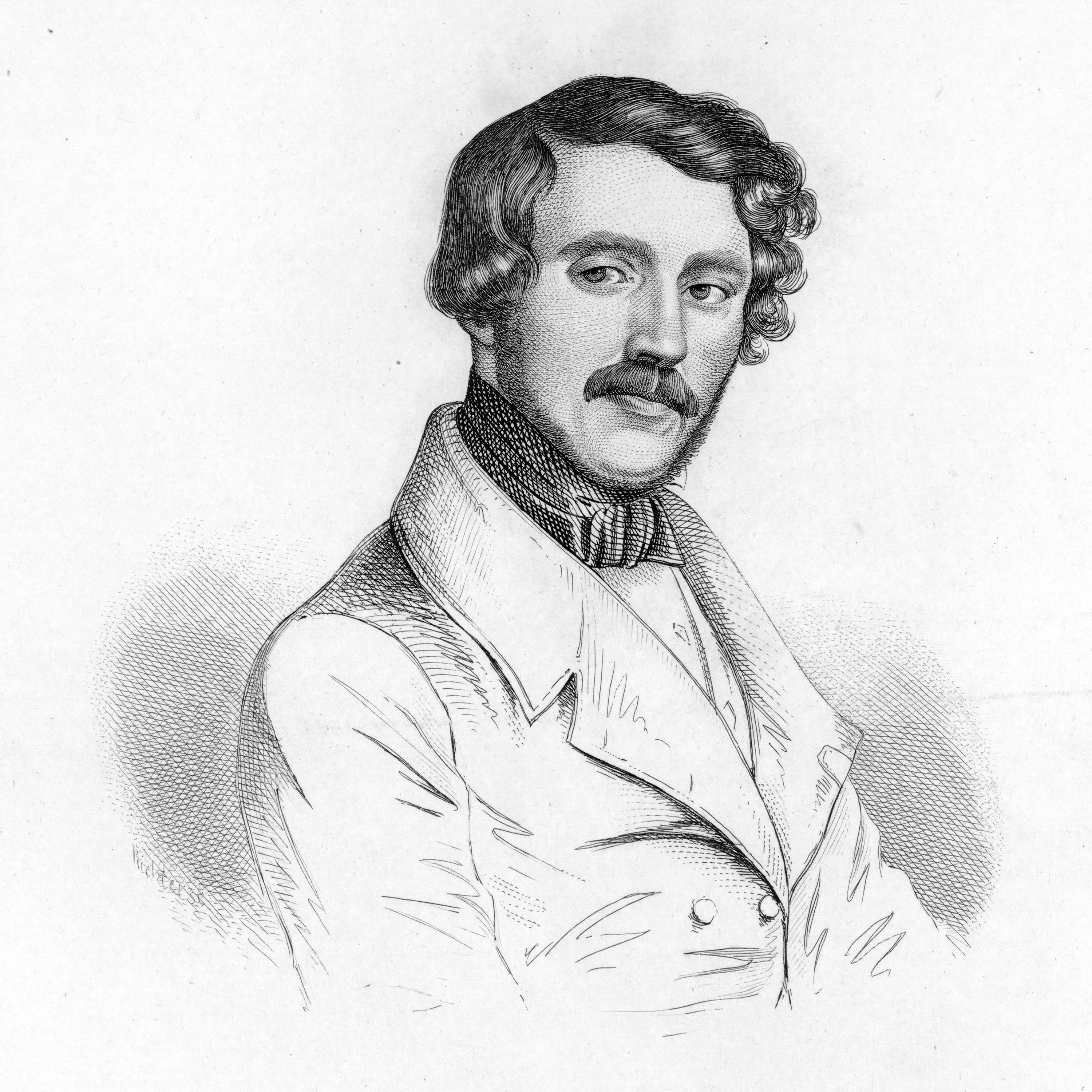
Gaetano Donizetti.

Zoraida di Granata (även Zoraide di Granata eller Zoraïda di Granata) är en opera (melodramma eroico) i två akter med musik av Gaetano Donizetti. Librettot skrevs delvis av Bartolomeo Merelli (över vars långsamhet Donizetti beklagade sig) och bygger på den franska pjäsen Gonzalve de Cordoue ou Grenade Reconquise av Jean-Pierre Claris de Florian (1791), samt på ett libretto av Luigi Romanelli till en opera av Giuseppe Nicolini kallad Abenamet e Zoraide.

## Historia
När Donizetti anlände till Rom hade han med sig ett introduktionsbrev från sin lärare och mentor Johann Simon Mayr till poeten och librettisten Jacopo Ferretti, vars hjälp han fick med att revidera Merellis text.
Trots att det var Donizettis första teatersuccé "och den opera i vilken han började anammat 'Rossiniska' tekniker", gavs aldrig originalversionens våldsamma kärlekshistoria i en komplett föreställning då Americo Sbigoli, tenoren som skulle ha sjungit rollen som Abenamet, dog kort tid före premiären och det fanns ingen ersättare. Donizetti ändrade sångpartiet till en kontraalt och fick stryka tre nummer.
Den första premiären ägde rum på Teatro Argentina i Rom den 28 januari 1822. Operan och Donizetti fick båda god kritik i tidningen Notizie del giorno:
"Ett nytt och mycket lyckat hopp stiger upp på den italienska musikteatern. Den unge Maestro Maestro Gaetano Donizetti...har lyckats väl i sin till fullo seriösa opera Zoraida.  Enhälligt, ärligt och allomfattande var den applåd han med all rätt inhöstade från den tagna publiken...".
Donizetti reviderade operan för samma teater två år senare (7 januari 1824) och i denna version visade Donizetti större orkesterhandlag och ett bättre flyt i musiken. 1825 gavs den även i Lissabon.

## Personer

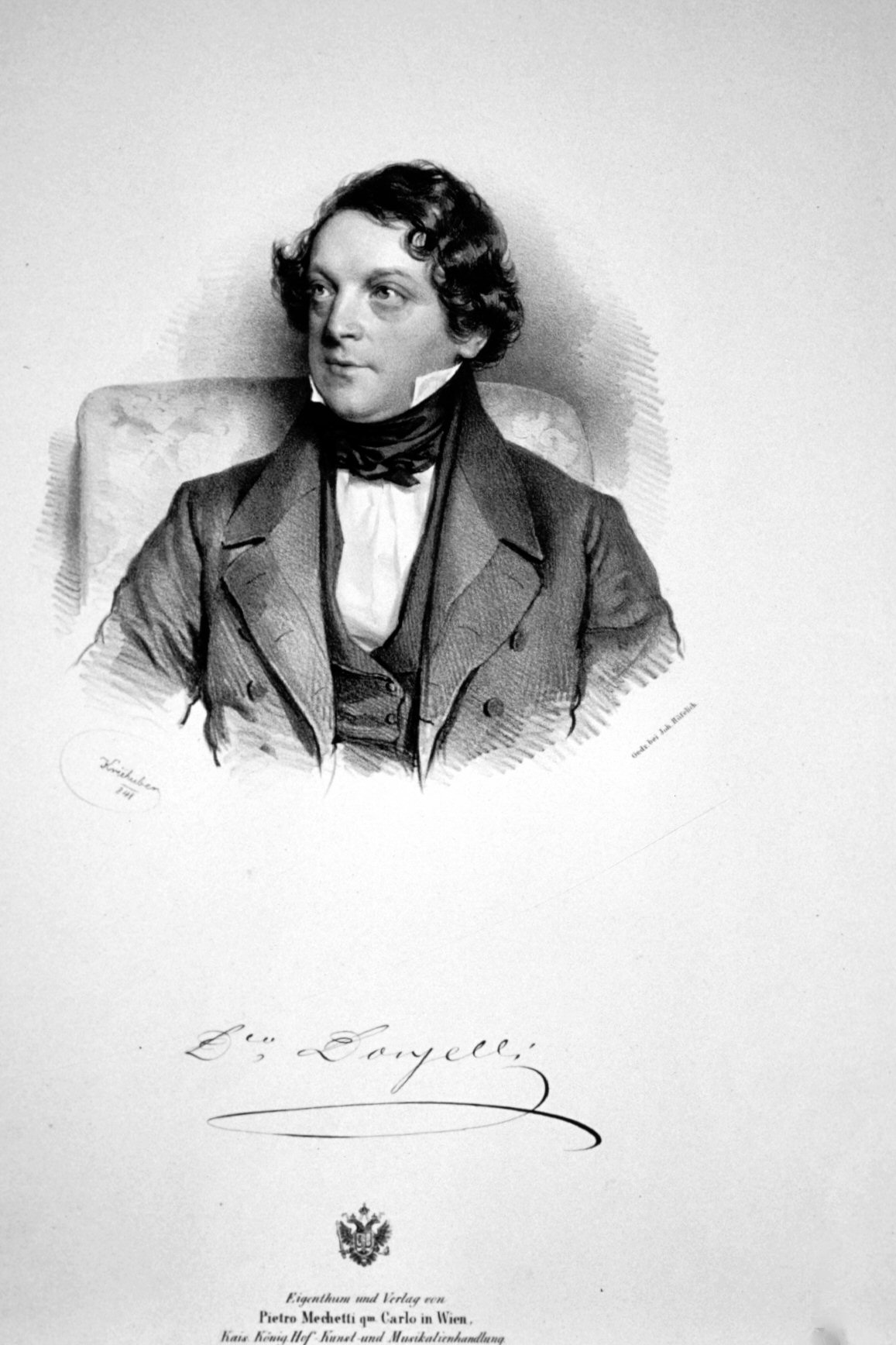
Domenico Donzelli, 1842

| Roller                                        | Röststämma                             | Premiärbesättning 28 januari 1822 (Dirigent: - ) |
| --------------------------------------------- | -------------------------------------- | ------------------------------------------------ |
| Almuzir, Kung av Granada                      | tenor                                  | Domenico Donzelli                                |
| Almanzor, Abenamets vän                       | bas                                    | Gaetano Rambaldi                                 |
| Zoraida, förälskad i Abenamet                 | sopran                                 | Maria Ester Mombelli                             |
| Abenamet, Morernas general                    | ursprungligen tenor (senare kontraalt) | Amerigo Sbigoli (Adelaide Mazzanti)              |
| Ines, en spansk slavinna och Zoraidas väninna | mezzosopran                            | Gaetana Corini                                   |
| Aw Zegri                                      | bas                                    | Alberto Torri                                    |

## Handling
Spanjorerna anfaller Granada, den av morerna intagna staden. Kung Almuzir är förälskad i Zoraida, som är fästmö till hans general Abenamet. Kungen försöker bli av med Abenamet på olik sätt så han kan få Zoraida för sig själv. Men Abenamet klär ut sig och lurar kungen att erkänna sina nesliga dåd och ber om förlåtelse. Abenamet och Zoraida förenas på nytt.